# Farm Security Administration
Pour les articles homonymes, voir FSA.
La Farm Security Administration (FSA) est un organisme américain créé par le ministère de l'Agriculture en 1937, chargé d'aider les fermiers les plus pauvres touchés par la Grande Dépression.
La FSA est le successeur de la Resettlement Administration, créée en 1935 (mais le nom étant peu utilisé, on utilisera le sigle FSA indifféremment pour l'un ou l'autre des programmes). Il s'agit de l'un des programmes du New Deal mis en place par Roosevelt à la suite de la Grande Dépression. Ce projet sera mené jusqu'en 1943.
Dirigée par l'économiste Rexford Tugwell, l'agence est chargée de l'aide à l'agriculture sous forme de subventions aux petits paysans, mais également de mener des programmes de planification culturale et de création de coopératives agricoles.
Pour mieux promouvoir ses réformes auprès du grand public et du Congrès, l'agence crée en son sein une division de l'Information, laquelle comprend une section Historique, chargée de réunir tous les documents possibles sur l'agence, pour l'information immédiate comme pour la postérité.

## La Resettlement Administration
L'agence fédérale Resettlement Administration (RA), dirigée par Rexford Tugwell, a été créée par le président F.D. Roosevelt (décret présidentiel 7027, le Bankhead-Jones Farm Tenant Act), lors du New Deal. Active d'avril 1935 à décembre 1936, elle a été fusionnée dans la Farm Security Administration en janvier 1937, à la suite de critiques au Congrès. La RA était chargée du relogement de familles urbaines et rurales affectées par la crise économique, qui étaient aiguillonnées vers des communautés planifiées par le gouvernement fédéral. La RA a travaillé avec près de 200 communautés, dont :
- Cahaba Village à Trussville, Alabama[7] (projet entamé par la Works Progress Administration) ;
- Jersey Homesteads[8] (projet entamé par la Division of Subsistence Homesteads) ;
- Greenbelt, Maryland[9], planifié et construit par la RA à l'extérieur de Washington ;
- Greendale, Wisconsin[10], planifié et construit par la RA, près de Milwaukee, Wisconsin ;
- Greenhills, Ohio[11], la troisième ville nouvelle construite par la RA, près de Cincinnati, Ohio ;
- Hickory Ridge, Virginie[12] (maintenant Prince William Forest Park) ;
- Greenbrook, New Jersey (planifiée par la RA mais jamais construite).

La RA a aussi financé des projets relatifs à son travail, dont le projet photographique, (décrit ci-dessous), le projet de films, aboutissant à deux documentaires dirigés par Pare Lorentz : The Plow That Broke the Plains et The River, ainsi que l'enregistrement audio de chansons folk par Sidney Robertson Cowell, effectués à l'été 1937 et aujourd'hui conservés à l'Université du Wisconsin.

## La section photographique de la FSA
C'est par sa section photographique, dirigée par Roy Stryker, de 1935 à 1942, que la FSA marque l'Histoire : le projet consiste à faire un bilan objectif des conditions de vie et de travail des Américains ruraux. Stryker recrute des photographes, parmi lesquels on compte :
- Walker Evans
- Dorothea Lange
- Jack Delano
- Harold Corsini
- Sol Libsohn
- Arnold Eagle
- Russell Lee
- Carl Mydans
- Gordon Parks
- Sheldon Dick
- Theodor Jung
- Charlotte Brooks
- Arthur Rothstein
- Ben Shahn
- John Vachon
- Martha McMillan Roberts
- Marion Post Wolcott
- Marjory Collins
- Richard Saunders (en)
- Edwin Rosskam
- Louise Rosskam

Mais l'objectivité visée officiellement par ce projet ne peut dissimuler le véritable dessein gouvernemental : il s'agit en réalité de convaincre l'Amérique de l'utilité des réformes de Roosevelt. Stryker, inspiré par le travail de Lewis Hine, choisit les photographes en fonction de leur engagement social et politique. Non seulement il dirige le programme  mais aussi il a le dernier mot sur le choix des images, allant jusqu'à perforer les négatifs des photos qu'il juge non conformes au projet
À travers 270 000 documents, les photographes, chacun à leur façon, dressent un portrait très humain de l'Amérique en crise. Les portraits comme Mère migrante de Dorothea Lange, ou ceux de fermiers en Alabama de Walker Evans marquent profondément les Américains de l'entre-deux-guerres.
Roy Stryker avait été chargé en 1925 de récolter les nombreuses illustrations, souvent photographiques, du livre de Rexford Tugwell, American Economic Life, mais cette expérience de collecte d'images ne l'aide guère lorsqu'il s'agit de décider des images à faire ou des documents à rassembler : rapports, statistiques, cartes, photographies… Cette indécision et cette relative méconnaissance de la photographie vont permettre, dès le départ, une prise d'initiative forte des photographes ; Walker Evans, jouissant du statut de Senior Information Specialist, va dès lors en tracer les grandes lignes.

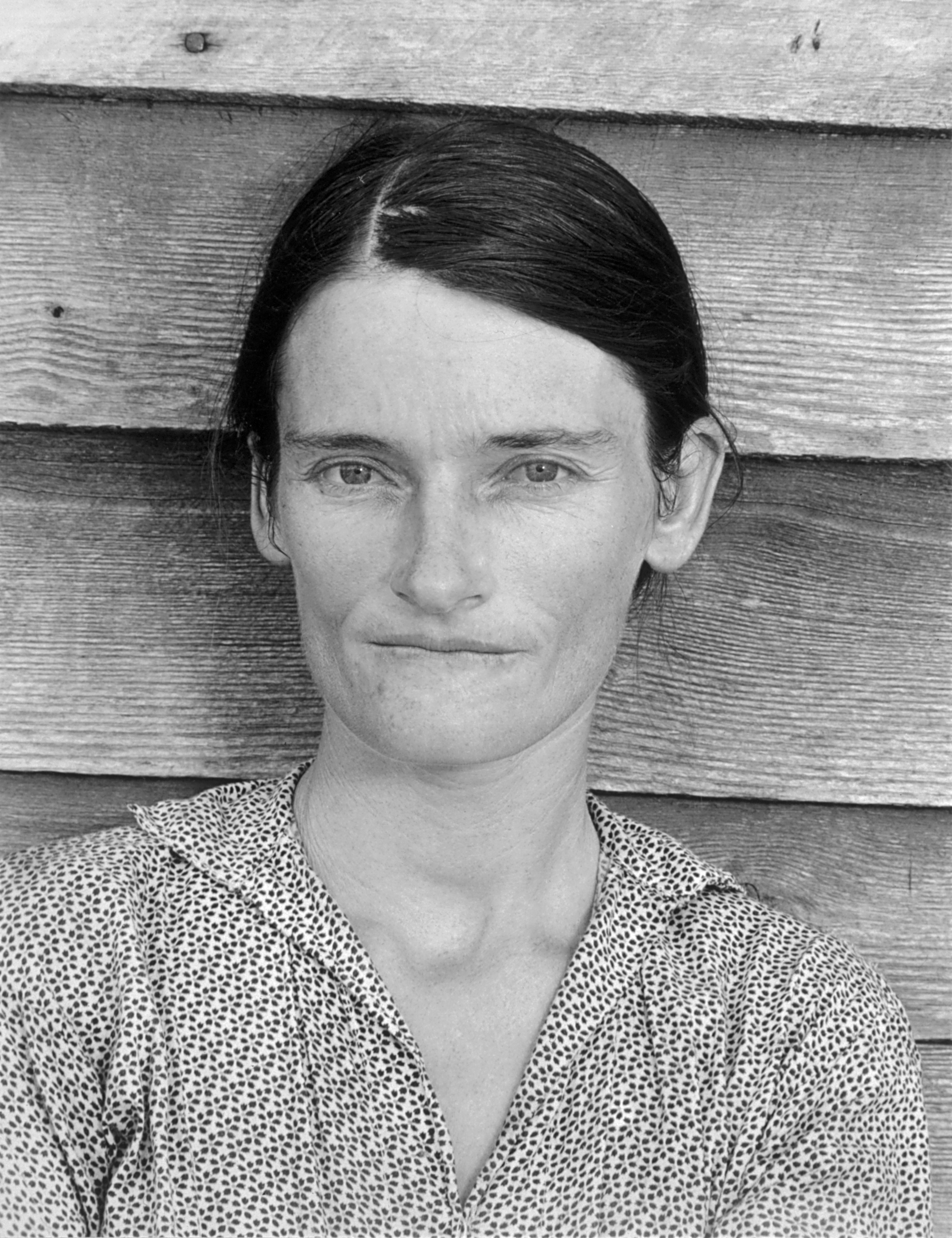
Portrait par Walker Evans.
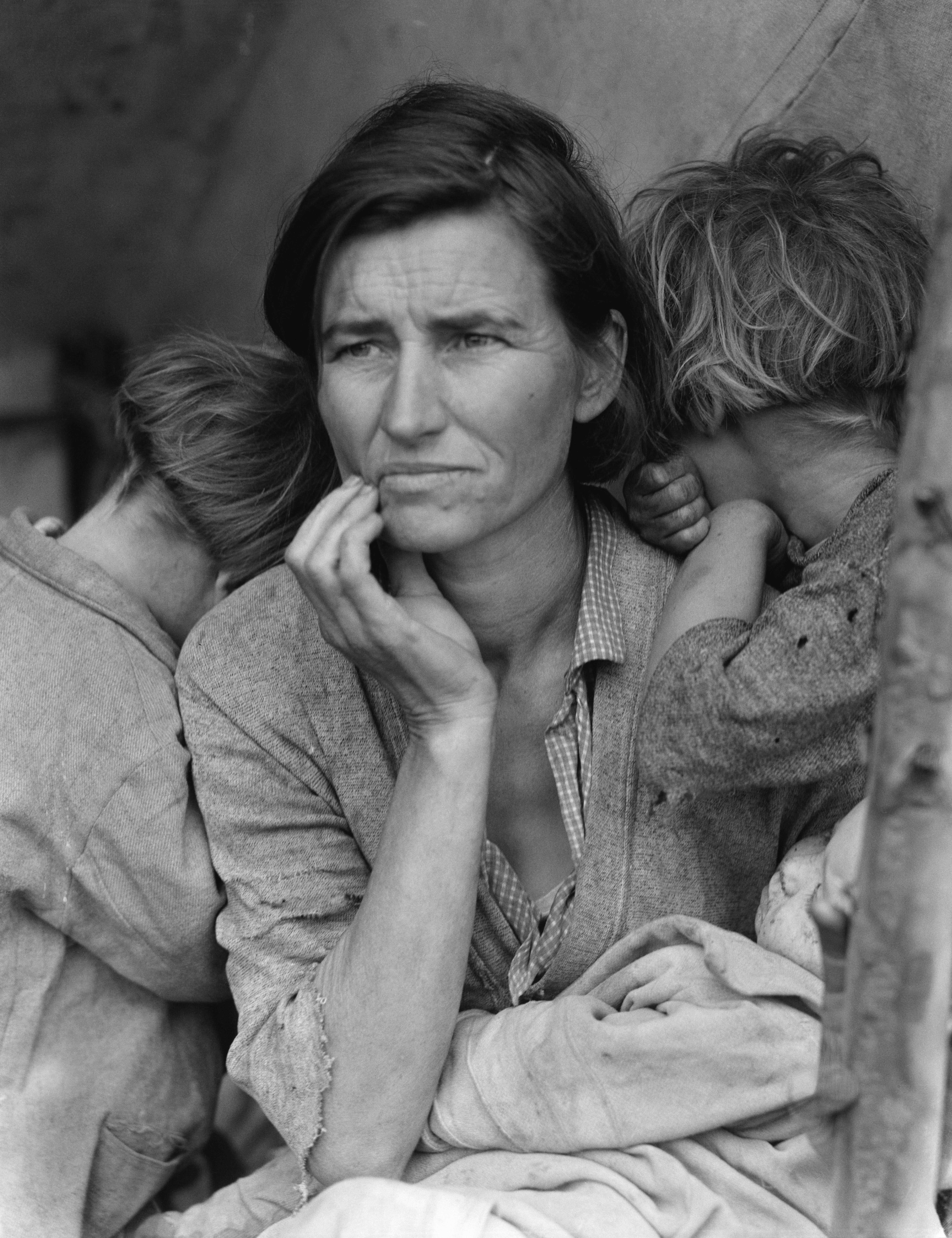
Mère migrante, par Dorothea Lange.
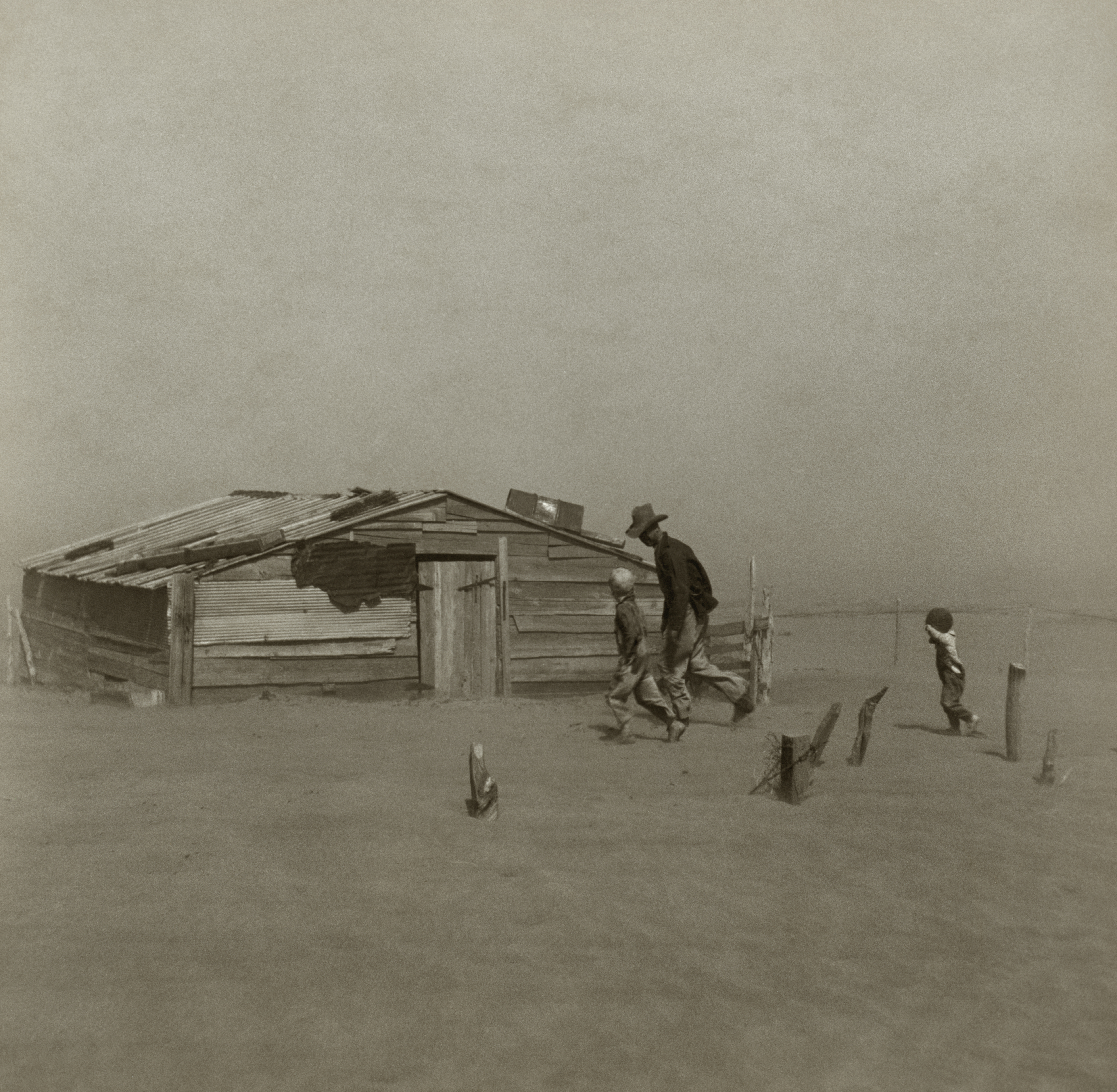
Fermier et ses fils, par Arthur Rothstein.

En 1935, Walker Evans part en mission et rapporte des photographies s'inscrivant dans la lignée de ses précédents travaux. Prises à la chambre, d'une impeccable précision, elles s'attachent à l'architecture vernaculaire, aux intérieurs, aux pancartes et aux affiches autant qu'aux problèmes directement traités par la FSA.
Son impact dépasse l'influence stylistique individuelle et s'étend désormais à la conception même du projet de la FSA, s'agissant en particulier de l'élargissement thématique de l'ensemble — du traitement des seuls problèmes agricoles vers un projet de documentation visant l'ensemble de la société et de la culture vernaculaire.
Un échantillon des photos est publié dans différentes expositions, en particulier celles tenues en 1938 au Grand Central Palace à New York et en 1962 au MOMA avec Edward Steichen, The Bitter Years, qui permet de redécouvrir le fonds photographique.
En 1942, Stryker engage Paul Vanderbilt pour procéder à l'archivage et au catalogage des photos. La même année, le service est repris par le Bureau de l’information de guerre (OWI). L'ensemble des photographies de la FSA sont ensuite archivées à la bibliothèque du Congrès,,.